# Pycnopsyche conspersa
Pycnopsyche conspersa är en nattsländeart som beskrevs av Banks 1943. Pycnopsyche conspersa ingår i släktet Pycnopsyche och familjen husmasknattsländor. Inga underarter finns listade i Catalogue of Life.